# 북대서양대구속
북대서양대구속(北大西洋大口屬)는 대구과에 속하는 분류로, 북대서양에 서식하는 두 종이 여기에 속한다.